# Espanha na Primeira Guerra Mundial

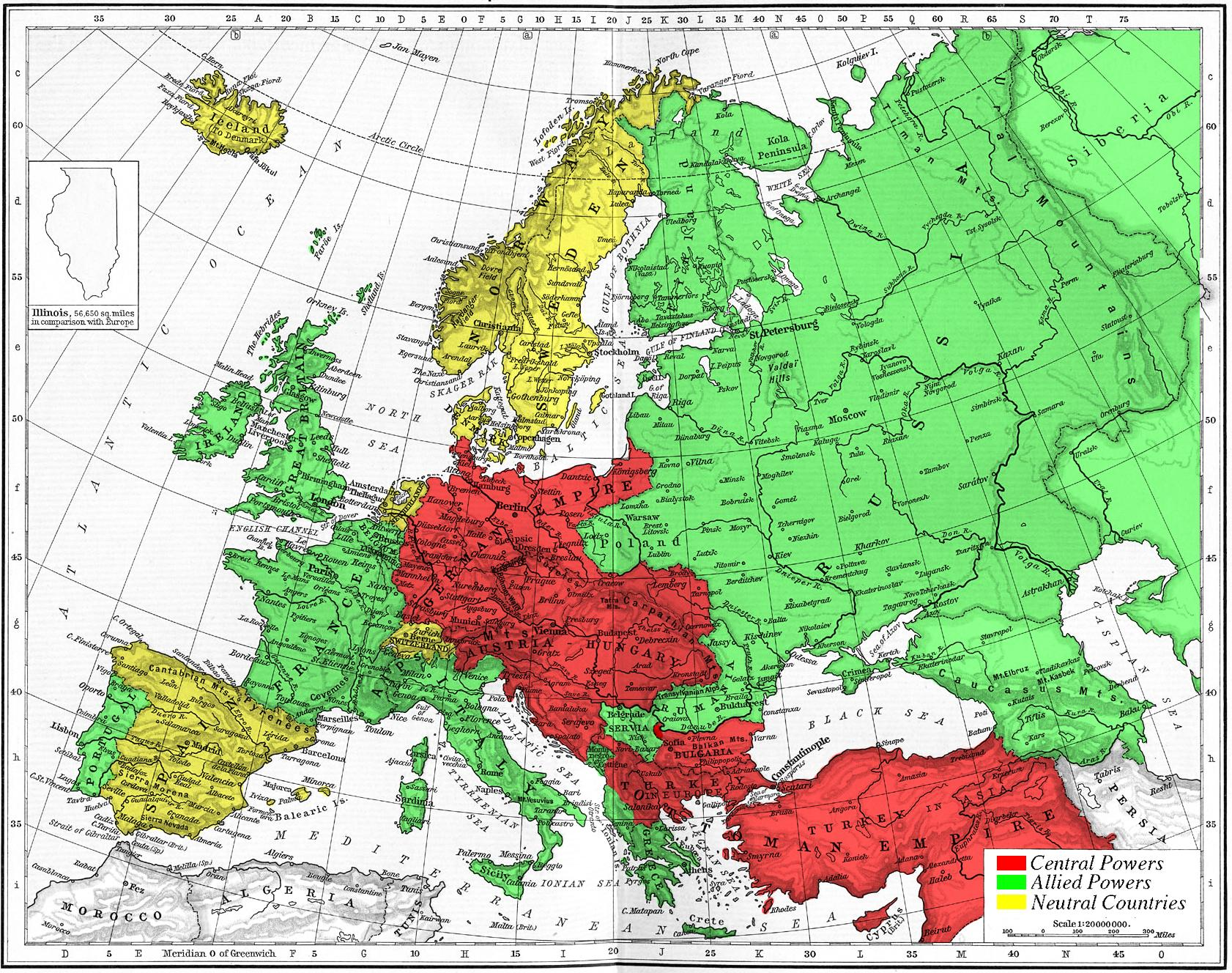
A Espanha estava afastada dos principais campos de batalha, situados na fronteira franco-alemã, o norte de Itália, Rússia e o Império Otomano.

Evolução das alianças na Primeira Guerra Mundial (1914-1918) em todo o planeta:
Entente
Colónia, domínio e/ou territórios ocupados pela
Entente
Potências centrais
Território ocupado pelas
Potencias centrales ou suas colónias
Neutro

A Espanha na Primeira Guerra Mundial manteve-se neutra durante todo o conflito, mas este teve importantes consequências econômicas, sociais e políticas para o país, tanto que se costuma situar nos anos da guerra o início da crise do sistema da Restauração, que em 1923 tentar-se-ia resolver mediante um golpe de Estado que deu passo à instauração da ditadura de Primo de Rivera.
A guerra tanto perturbou a situação econômica do país que hoje a vida é impossível. Muitas fábricas fecharam, outras têm seus trabalhadores no trabalho, há fábricas que estão fazendo um ótimo mês de agosto e, no entanto, elas não aumentaram seus salários, apesar de seus donos saberem que tudo ficou mais caro.— Periódico El Liberal de Sevilha. 27 de novembro de 1916.

## Antecedentes
Quando se iniciou o conflito europeu em 28 de julho de 1914, a Espanha era um país economicamente atrasado, apenas o País Basco e Catalunha possuíam um desenvolvimento industrial relevante.Além disso, o país ainda não se recuperara da Guerra Hispano-Americana e do posterior tratado com Alemanha de 1899, que a deixaram sem territórios de ultramar na América, Ásia e Oceania, estando moralmente destroçada, com o sistema político questionado, um exército que se encontrava antiquado, quase sem armada naval, e com os problemas no Marrocos que desembocavam em crises e greves, como a Semana Trágica em 1909.
Ademais, Espanha não pertencia nem à Entente Cordiale nem à Tripla Aliança. Em 1906, depois da Conferência de Algeciras, a Espanha recebeu um território do norte do Marrocos, que se converteu numa fonte de problemas militares contínuos e que depois do início da ocupação espanhola em 1909, somente foi pacificado quinze anos depois.
O Marrocos e a partilha da África foram palco de duas graves crises políticas e militares entre as principais potências (Reino Unido, Alemanha e França principalmente), que chegaram perto de desencadear a Primeira Guerra Mundial, com uns poucos anos de antecedência: a Primeira Crise Marroquina ocorreu em 1904 e solucionou-se com a Conferência de Algeciras de 1906. A Segunda Crise Marroquina, em 1911 foi resolvida depois de um acordo franco-alemão nesse mesmo ano.
Em 1912, depois da atribuição do Protetorado Espanhol no Marrocos, o exército espanhol começou a ocupar o território e viu-se envolvido na Guerra do Rife, que não finalizaria até 1927 com a pacificação total do território.

## Neutralidade espanhola
Em 7 de agosto de 1914, a Gaceta de Madrid publicava um real decreto no qual o governo do conservador Eduardo Dato afirmava o "dever de ordenar a mais estrita neutralidade aos súditos espanhóis com arranjo às leis vigentes e aos princípios do direito público internacional".
Durante os três primeiros anos do conflito (1914 - 1917) a Espanha só teve dois governos, algo normal tendo em conta que no sistema de alternancia bipartidária da Restauração, com duração média no poder desses dois partidos era entre um e três anos. No entanto, a partir de 1917, devido à grave crise que atravessava o país, se sucederam em cascata governos que mal duravam meses devido à grande instabilidade institucional.

### Causas da neutralidade espanhola

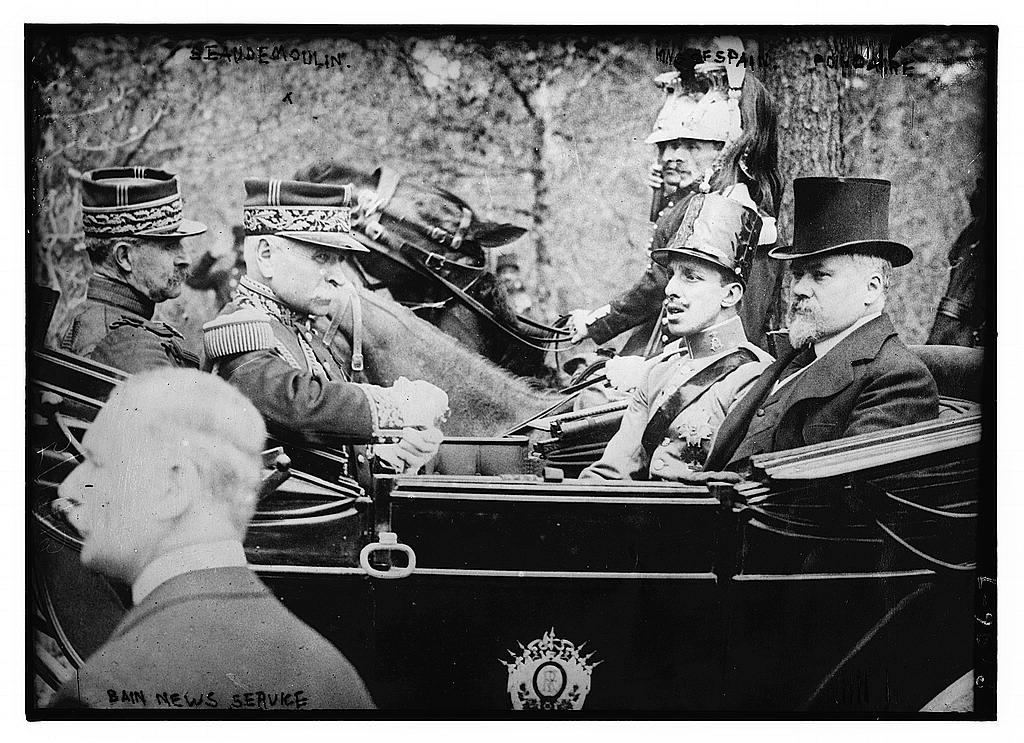
Alfonso XIII de visita em Paris em 1913, um ano antes do início da Primeira Guerra Mundial. Sentado a seu lado está o presidente da Terceira República francesa Raymond Poincaré.

O governo conservador de Eduardo Dato decidiu manter a Espanha neutra, porque em sua opinião, compartilhada pela maioria da classe dirigente, o país carecia de motivos e de recursos para entrar no conflito.[3] O rei Alfonso XIII também esteva de acordo, ainda que, como confessou ao embaixador francês, teria gostado que Espanha entrasse na guerra do lado aliado em troca de "alguma satisfação tangível" —provavelmente Gibraltar, Tânger e também mãos livres em Portugal— mas que se encontrava rodeado de "cérebros de galinha" —isto é, acusava aos políticos de pensar como covardes— e que ele "estava numa posição muito difícil".[4]
Muito poucos opuseram-se à neutralidade. O caso mais notório foi o Diário Universal, órgão do liberal conde de Romanones, que publicou um artigo sem assinatura —ainda que as pessoas o atribuíram a Romanones, apesar de que este negou o ter escrito— titulado "Neutralidades que matam", que defendia a participação da Espanha na guerra do lado dos aliados, em coerência com a política exterior espanhola alinhada com França e Grã-Bretanha desde 1900. "É necessário que tenhamos o valor de fazer saber a Inglaterra e a França que com elas estamos, que consideramos seu triunfo como o nosso e seu vencimento como próprio", dizia no artigo. Contundo,"a mais estrita neutralidade" impôs-se, respaldada pelo rei.[5]

Densidades populacional na Espanha por províncias em 1900. Observa-se que era um país com pouca densidade em comparação com outros países europeus e que a maioria da população se encontrava em Madri e nas regiões costeras.

A Espanha não era uma das potências europeias, carecendo de poder económica e militar suficiente como para se apresentar como um aliado desejável a qualquer das grandes potências  em conflito (Alemanha e Áustria-Hungria, por um lado; Grã-Bretanha, França e Rússia, por outro).[6] Por isso nenhum dos países beligerantes protestou pela neutralidade espanhola. "Não deixava de ser uma declaração de impotencia… já que se baseava no que todo mundo admitia com maior ou menor embaraço: que a Espanha carecia dos meios militares necessários para enfrentar uma guerra moderna", afirma Javier Moreno Luzón. Assim o reconheceu o premiê Dato numa nota dirigida ao rei, na que acrescentou outra consideração (as tensões sociais que provocaria): "Apenas com a tentativa [de uma atitude belicosa] arruinaríamos à nação, acenderíamos a guerra civil e poríamos em evidência nossa falta de recursos e de forças para toda a campanha. Se a do Marrocos está a representar um grande esforço e não consegue chegar ao alma do povo, como iríamos empreender outra de maiores riscos e de despesas iniciais para nós fabulosas?".[7]
O estado precário do exército foi fundamental para decidir pela neutralidade. O país acabava de entrar no conflito do protetorado do norte do Marrocos. Tratava-se de um exército de terra antiquado, mal armado e que, devido ao número excessivo de oficiais, via grande parte de seu orçamento concentrado no pagamento salarial dos oficiais. Esses fatores haviam incapacitado os espanhóis de participar da corrida armamentista que ocorreu na Europa a princípios do século XX, como tinham feito as grandes potências da época. Por outro lado, a Armada era considerada uma das principais culpadas da derrota de 1898 contra os Estados Unidos, e tinha perdido duas esquadras inteiras nessa guerra. Foi deixada de lado até 1908, quando durante o governo de Antonio Maura se aprovou a construção dos encouraçados Classe Espanha e outros navios menores no denominado Plano Ferrándiz.
A eclosão de conflitos sociais, devido à crescente consciência de classe dos trabalhadores e ao desenvolvimento e crescimento de sindicatos e partidos de esquerda, especialmente republicanos, insatisfeitos com troca de partidos característica desta época política do país, ganhou maior importância devido a episódios como a Semana Trágica de Barcelona em 1909 ou o assalto de membros do exército aos jornais catalães em 1905. Se a Espanha interviesse na guerra e o desenvolvimento da guerra não fosse favorável, poderia produzir um conflito como o da Revolução Russa.

### Aliadófilos e germanófilos

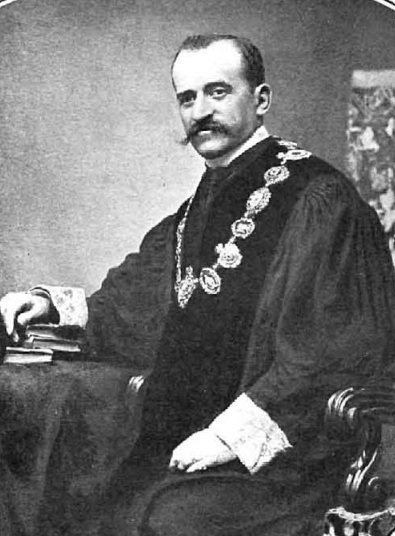
O conde de Romanones foi presidente do Conselho de Ministros. Seu artigo "Neutralidades que matam" publicado no Diário Universal o 18 de agosto de 1914 marcou o começo do conflito entre aliadófilos e germanófilos; a controvérsia que criou este lhe obrigou a retractarse e a reposicionar numa postura de neutralidade "benévola" para a Entente.[8

Do ponto de vista político, a Grande Guerra acentuou o confronto entre a direita ("germanófilos" que viam na Alemanha e na Áustria-Hungria os representantes de ordem e autoridade) e a esquerda ("aliadófilos", que viam na Grã-Bretanha e na França "o direito, a liberdade, a razão e o processo contra a barbárie", nas palavras do republicano Lerroux)[9] Como assinalou Manuel Suárez Cortina, "as principais vozes germanofílicas do país eram as do clero, do exército, da aristocracia, das elites fundiárias, da alta burguesia, da corte, dos carlistas e dos mauristas". Do outro lado, os partidários dos aliados eram os regionalistas, os republicanos, os socialistas, os profissionais da classe média e os intelectuais, que viam na guerra um instrumento para forçar a Espanha a uma transição para uma verdadeira democracia."[10]
Na Catalunha formou-se um contingente de voluntários que lutaram nas fileiras do exército francês.[11] Os dois lados implantaram durante a guerra uma intensa campanha diplomática e de propaganda, que incluiu o financiamento de jornais para garantir o apoio espanhol à sua causa.[10] Além disso, os Impérios Centrais enviaram agentes ao Protetorado Espanhol do Marrocos para encorajar revoltas anti-francesas das cabilas e boicotar o fornecimento de matérias-primas e manufaturas aos aliados.[12] A neutralidade só esteve em perigo quando submarinos alemães começaram a afundar barcos mercantes espanhóis.
Entre os espanhóis que apoiaram os aliados, destacaram-se intelectuais como Álvaro Alcalá-Galiano e Osma, Rafael Altamira, Vicente Blasco Ibáñez, José Ortega e Gasset, Ramón Pérez de Ayala, Ramón do Vale Inclán, Dionisio Pérez Gutiérrez, Luis Araquistain, Ramiro de Maeztu, Emilia Pardo Bazán, Benito Pérez Galdós, Felipe Trigo, Hermógenes Cenamor e Miguel de Unamuno.[13] Uma nova geração de intelectuais ligados ao internacionalismo como Manuel Azaña, Corpus Barga, Salvador de Madariaga ou Luis de Zulueta também se declarou aliadófila.[14]
Pío Baroja e Jacinto Benavente, germanófilos, foram notáveis excepções à aliadofilia predominante no âmbito intelectual.[15]
No campo anarquista tendeu-se a manter a posição ortodoxa de neutralidade, contrária a louvar a França e a Grã-Bretanha, defendida por anarquistas europeus como Sébastien Faure ou Errico Malatesta, embora o conflito de posições não tenha tanto impacto quanto em outras áreas; houve, no entanto, casos de pensadores publicamente aliadófilos, como Federico Urales e Ricardo Mella.[16]

## A imprensa espanhola

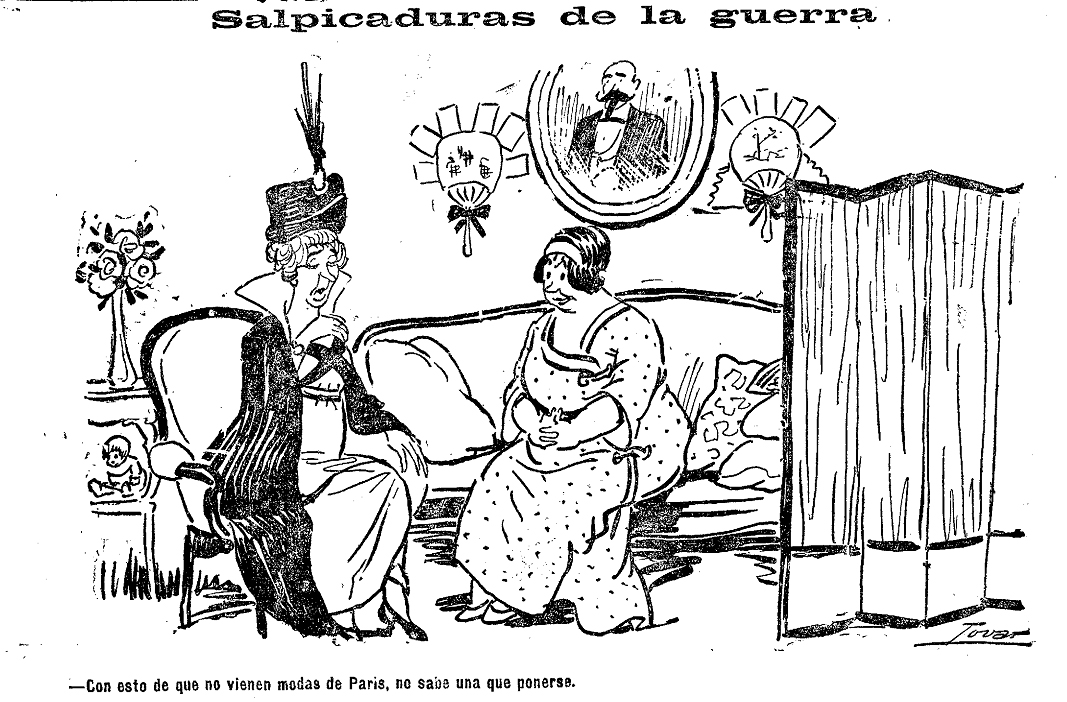
"Respingos da guerra - Com isto de não chegarem modas de Paris, uma mulher não sabe o que pôr», de Manuel Tovar Siles, no El Imparcial.

Posteriormente, o interesse pela guerra diminuiu, registando-se um maior interesse por ele exclusivamente nos grandes acontecimentos. A diminuição de interesse também se deveu a que a população estava mais centrada na crise social que estava ocorrendo no país, e que resultou no período de mobilizações de trabalhadores conhecido como Triênio Bolchevique.
Até então era frequente o modelo de imprensa partidária e, durante a guerra, atualizou-se para um jornalismo empresarial, que tinha sido já adotado pelos Estados Unidos e Grã-Bretanha. No jornalismo empresarial o jornal entende-se como um negócio, dando mais destaque à publicidade, o que lhes permitiu independência da política em troca de se manterem atraentes para os clientes. Os jornais, sustentados por empresas jornalísticas, favoreciam a informação ante à opinião,melhoraram a tipografía das manchetes e acrescentaram mais fotografias, o que  os levou a comprar novas rotativas para as imprentas.
No es posible continuar así. No es posible que sigan los periódicos vendiéndose al precio que se vendían cuando su presupuesto de gastos no alcanzaba ni la cuarta parte del actual. Muchos periódicos han aumentado su precio y se venden a diez céntimos. Tal aumento no constituye un negocio ni mucho menos. A pesar del aumento, es decir, vendiéndose el periódico a diez céntimos, seguirán perdiendo dinero las empresas.— El Noticiero Sevillano. 4 de febrero de 1918
Criaram-se novas empresas jornalísticas, entre elas o El Sol em Madri. A figura do correspondente recebeu mais importância. Grandes figuras jornalísticas, literárias e políticas trabalharam como correspondentes na Primeira Guerra Mundial, como Salvador de Madariaga, Ramiro de Maeztu e Julio Camba.

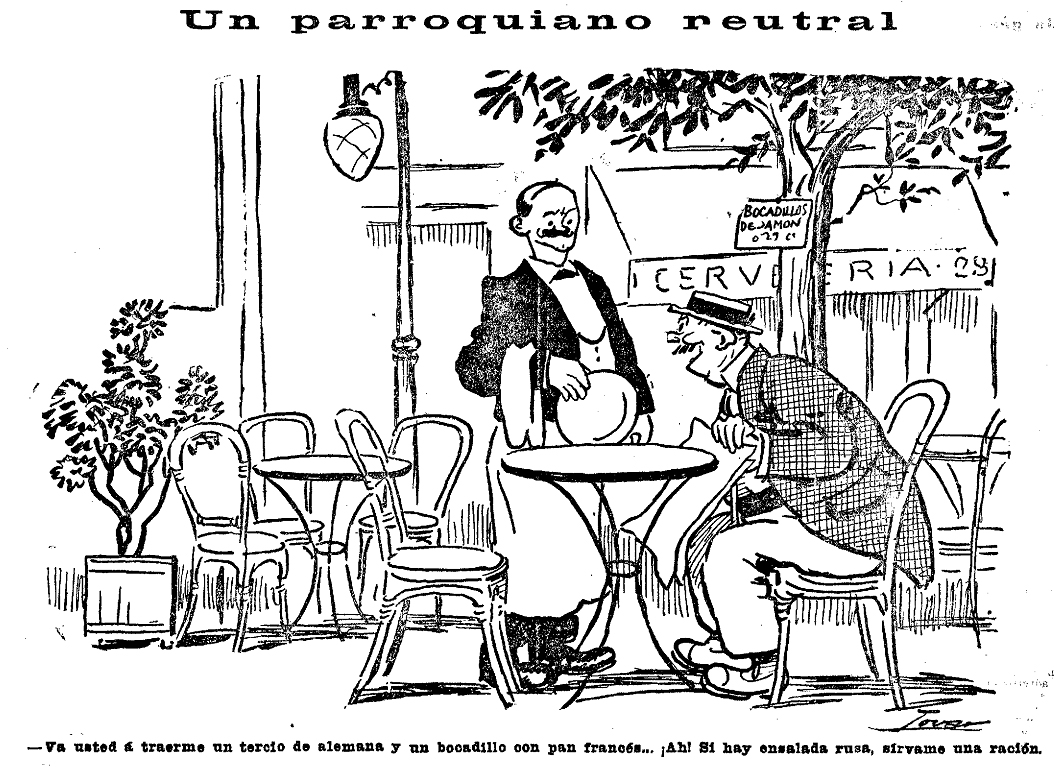
"Um paroquiano neutro - Me traga um terço alemão e um sanduíche de pão francês ... Ah! Se houver uma salada russa, sirva-me uma porção", de Manuel Tovar Siles, no El Imparcial.

Embora o governo tenha promovido a neutralidade, havia grande interesse em saber o que estava acontecendo na Europa, especialmente na Primeira Guerra Mundial.
O Governo aprovou a Ordem Real de 4 de agosto de 1914, que impôs a obrigação de não atacar qualquer um dos lados na imprensa e o Decreto Real de 29 de março de 1917, após a Revolução Russa, que suspendeu as garantias constitucionais e autorizou a. Em 7 de agosto de 1918, foi aprovada a Lei de Repressão à Espionagem, que também falava de censura prévia e punha duras penas para os jornais que não a cumprissem.
As informações do que acontecia na guerra, além dos correspondentes, vinham da agência Fabra, que por sua vez a obtinha da agência francesa Havas. Informações também eram obtidas nas partes de guerra das embaixadas, despachos telegráficos e conferências telefônicas.
Para conter a subida do preço do papel promulgou-se um decreto em 19 de outubro de 1916, pelo qual o Tesouro Público adiantou à Central Papelera dinheiro suficiente para cobrir a diferença entre o preço que o papel tinha em 1914 e o preço que foi definido.Este abono fixou-se para os jornais que tivessem mais de 5 anos de existência e mais de 2.000 assinaturas e depois se estendeu a algumas revistas. O abono manteve-se até 1921 e levou muitos anos para ser pago. De fato, Imprensa Espanhola (editora de ABC) ainda devia mais de 9 milhões de pesetas em 1975.
Apesar da neutralidade buscada pelo Estado, os jornais estavam assumindo sua própria posição. Por exemplo, na cidade de Sevilha, o El Correo de Andalucía era ativamente germanófilo, o El Liberal era aliadófilo e o El Noticiero Sevillano pró-neutralidade.

## Estado do exército no início da guerra

### Armada
A armada era apenas uma sombra do que tinha chegado a ser. Suas melhores unidades era os encouraçados dreadnought Alfonso XIII, España e o pré-dreadnought Pelayo e, em construção, o Jaime I. A armada contava também com os cruzeiros encouraçados Carlos V, Princesa de Asturias, Cataluña, e os cruzeiros protegidos Río de la Plata, Extremadura,  Reina Regente e, em construção, o Victoria Eugenia, além de sete destruidores: quatro de Furor e três de classe Bustamante, aos que se uniam os quatro canhoneiras de classe Recalde e da classe Álvaro de Bazán, além de outros mais antigos como o Mac-Mahón, o Infanta Isabel ou o Temerario. Por último, iniciou-se a construção em massa de torpedeiros da classe T-1, dos que já se tinham seis, junto com os mais velhos Orión, Habana e Halcón, e finalmente o típico conglomerado de remolcadores, escampavias e pequenas lanchas canhoneiras. Em resumo a armada estava formada pelos navios que não foram afundados em Cuba e nas Filipinas, tanto porque sobreviveram aos combates navais ou porque faziam parte da frota do almirante Cámara, que não haviam participado do conflito e por isso se livraram de sua quase segura perda. Outros navios eram de recente construção graças ao Plano Ferrándiz.

### Exército

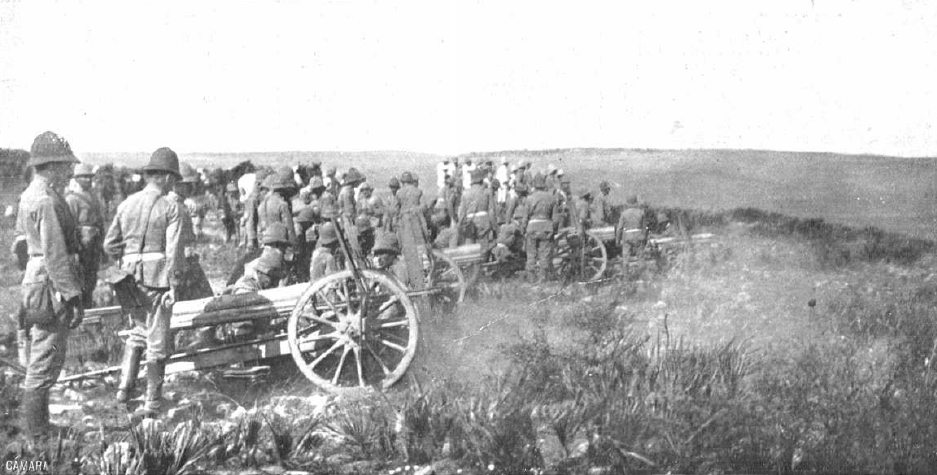
Artilharia espanhola em ação em setembro de 1913 no bosque da Gaba durante a guerra do Rife.

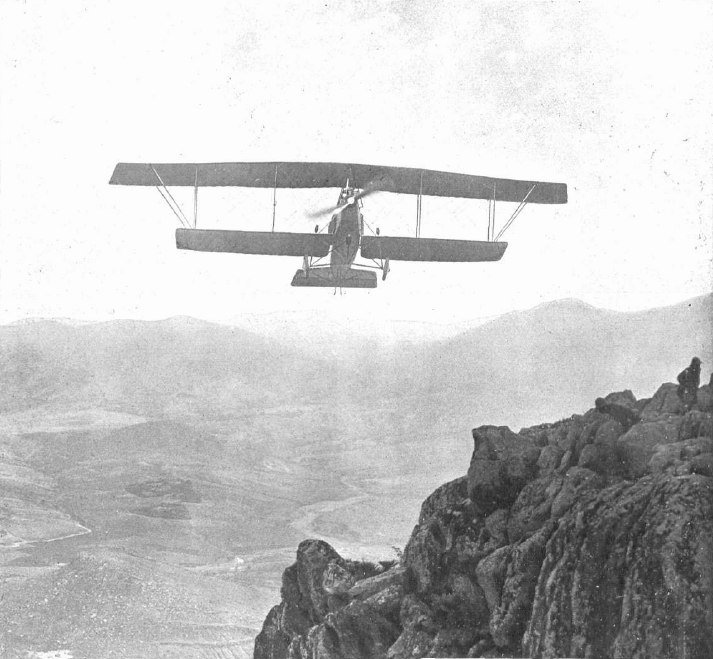
Um aeroplano Lohner Pfeilflieger do Exército espanhol voltando a sua base na zona de Tetuão em 1913.

O exército terrestre também era antiquado em relação aos  exércitos europeus. Sua composição era a seguinte:
- 8 Corpos de Exército.
- 16 Divisões de Infantería.
- 1 Divisão de Cavalaria.
- 7 Brigadas de Cavalaria.
- 3 Brigadas de Caçadores de Montanha.
- Comandancias de Canárias e Baleares (tamanho de brigada).
- Também existiam regimientos de Artilharia e Engenheiros.

O fuzil principal do exército espanhol nesta época é uma versão do Mauser fabricado em Oviedo em calibre 7x57 mm conhecido como fuzil Mauser espanhol modelo 1893. A isso se acrescentava uma pequena quantidade de metralhadoras como as Maxim Nordenfelt, Hotchkiss e inclusive a Colt. Contudo, o número de metralhadoras por companhia ou divisão era muito inferior ao do resto dos países europeus. A maioria estavam a utilizar-se no conflito de Melilla. A artilharia era composta por canhões fabricados pela Krupp ou várias versões do canhão Schneider fabricadas em Trubia e Sevilha.

### Aeronáutica
A Aeronáutica Militar havia sido criada em 1913, por isso tinha poucas unidades. Todos os aviões eram bombardeiros, já que os caças não apareceram até o meio da guerra. De biplanos contava com Farman MF.7, Farman MF.11, Lohner B-1 Pfeil; e de monoplanos com vários Morane-Saulnier G e Nieuport II, que formavam a Aeronáutica Militar, à que depois seriam acrescentados mais alguns biplanos e os primeiros hidroaviões da Aeronáutica Naval. A neutralidade espanhola deixou o país à margem dos avanços tecnológicos derivados das necessidades de guerra, de modo que, quando a guerra terminou no final de 1918, a aviação militar espanhola encontrava-se numa situação de clara inferioridade em comparação com os da outros países do continente.

## Os territórios na África

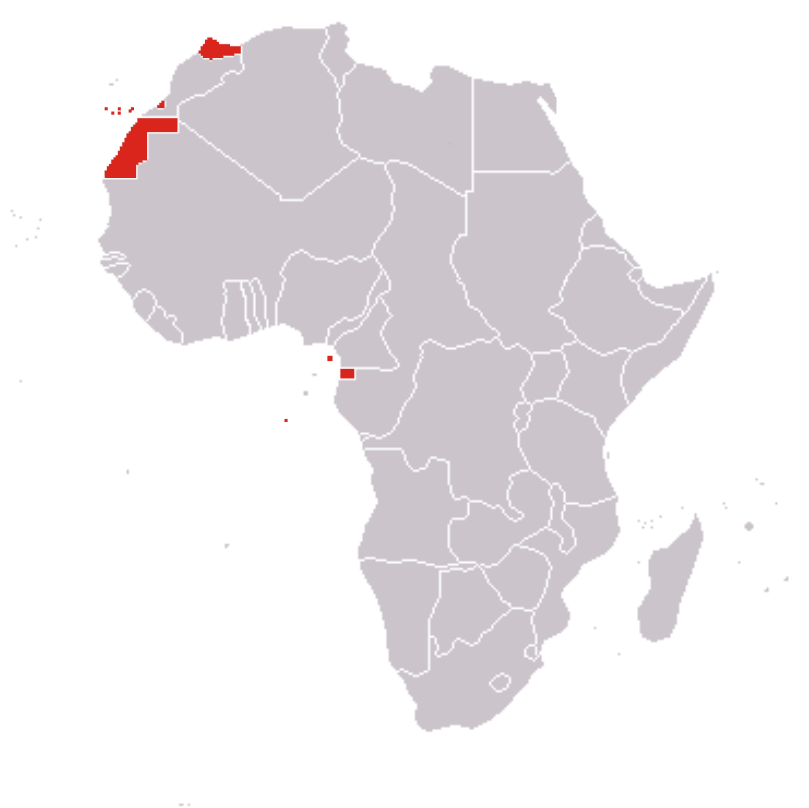
Territórios espanhóis na África durante o século XX (incluindo as Canárias)

Em comparação com as colônias de outras potências europeias, a Espanha tinha pequenos territórios na África, tanto no continente quanto nas ilhas próximas, devido à partilha da África e o desejo de querer colônias para compensar as perdas ultramarinas após a guerra de 1898.

### Protectorado espanhol do Marrocos
Depois da Conferência de Algeciras, a França cedeu à Espanha o norte do atual Marrocos, um território montanhoso de 20.000 km² que foi palco de uma guerra em 1909 (Guerra de Melilla). Em 1912, a região converteu-se no Protetorado espanhol do Marrocos, que foi dividido em dois territórios, o que ocupava a zona norte, conhecida como o Rife, e a zona sul conhecida como Cabo Juby, que fazia fronteira com o Saara espanhol. O conflito não se solucionou do todo e se converteu numa guerra de desgaste (guerra do Rife). Não se pacificaría totalmente até meados dos anos 1920.
No centro do Protetorado francês de Marrocos tinha-se atribuído a Espanha a pequena colônia de Ifni, localizada nos arredores da cidade de Santa Cruz da Mar Pequena (Sidi Ifni), no entanto este território não seria ocupado até 1934.

### Rio de Ouro
Depois de delimita as fronteiras com a França em 1900, o território foi colonizado e dividido em duas províncias, Rio de Ouro e Saguia el Hamra. Ao todo, os territórios ocupavam um área de 466.000 km², 282.000 km² e 184.000 km² respectivamente. Estava habitado por tribos berberes. Seu único assentamento era Villa Cisneros, até que em 1916 o governador Francisco Bens ocupou o Cabo Juby, mudando seu nome para Villa Bens (chamada de Tarfaya pelos nativos). O interior da região era mal explorado, começando naquele tempo a lançar expedições para o interior para reforçar a presença espanhola, e para torná-lo formal e não apenas nominal (em 1920 La Güera foi fundada em Cabo Blanco).
começando nessa época a se lançar expedições para o interior para reforçar a presença espanhola, e a fazer formal e não só nominal (em 1920 se funda A Güera em Cabo Blanco).

### Guiné espanhola
Em 1900, no contexto mundial da partilha da África, o Governo espanhol negociou com as potências e obteve em 1900 um território de 26.000 km² no continente africano, Rio Muni, que se chamou "Guiné Continental Espanhola" e que, junto com as ilhas de Fernando Pó (hoje chamada Bioko) e Elobey, Annobón e Corisco, se unificaram no território de Guiné Espanhola (hoje Guiné Equatorial). A presença espanhola foi desde o princípio quase puramente simbólica. O território continental estava habitado pela tribo dos fangues. Ao estourar a guerra em 1914, o Rio Muni estava totalmente rodeada pela colônia alemã de Camarões e não longe da África equatorial francesa, de modo que, quando começaram os combates entre as tropas coloniais, houve um medo por parte das autoridades espanholas de que esses combates alcançassem o Rio Muni. Para solucionar o problema, o governador Ángel Barreira instalou quatro postos militares (Mibonde, Mikomeseng, Mongomo e Ebibeyín) muito simples (sem emissoras de rádio ou metralhadoras e com muito poucos soldados), mas que foram suficiente para mostrar os limites simbólicos da soberania espanhola e cumpriram sua função, evitando a extensão da guerra para a Guiné Continental. Posteriormente essas bases converteram-se em focos de crescimento comercial deles lançaram-se ataques contra os fangues que se resistiam à colonização. Em 1918, e com o conflito mundial a ponto de finalizar, ocorreu uma rebelião indígena no interior do Rio Muni, que foi reprimida pelas tropas coloniais espanholas. No entanto, os conflitos armados que muitas vezes ultrapassaram as fronteiras da colônia convenceram as autoridades a iniciar uma verdadeira colonização do território. No final da Grande Guerra, missões, plantações e postos militares começariam a se estabelecer ao longo do interior do território guineense, enquanto expedições eram lançadas para subjugar as tribos.

## Consequências da neutralidade espanhola

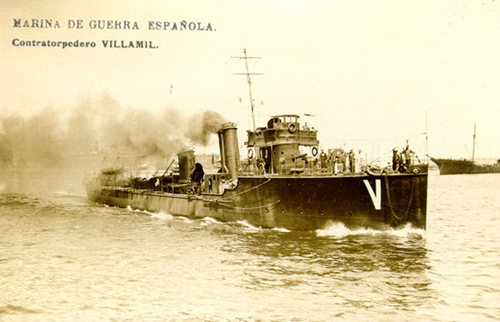
O Villamil, da classe Bustamante. Durante o conflito, a armada dedicou-se à vigilância da costa.

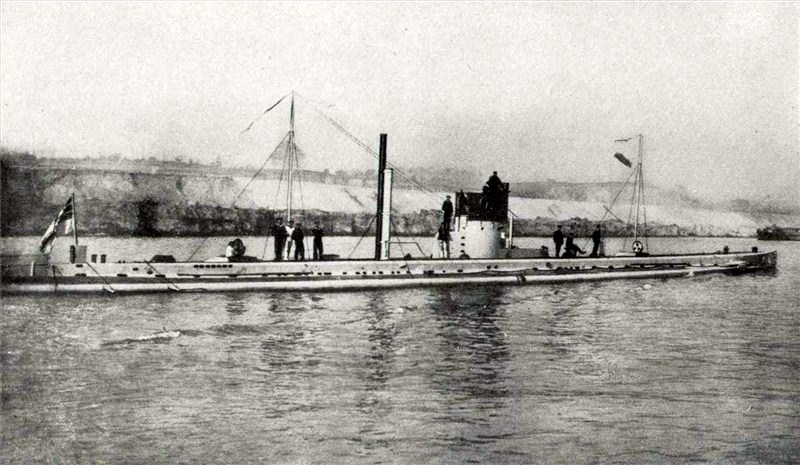
Submarino alemão da primeira guerra mundial SM Ou-9. Calcula-se que os submarinos alemães produziram perdas dentre 139.000 e 250.000 toneladas na frota mercante espanhola. Dois destes submarinos estiveram internados na Espanha (o SM UB-23 na Corunha e o SM UB-49 em Cádiz), e outros dois, visitaram portos espanhóis, um deles, o SM Ou-35, transportando até Cartagena uma misiva do kaiser ao rei.[18

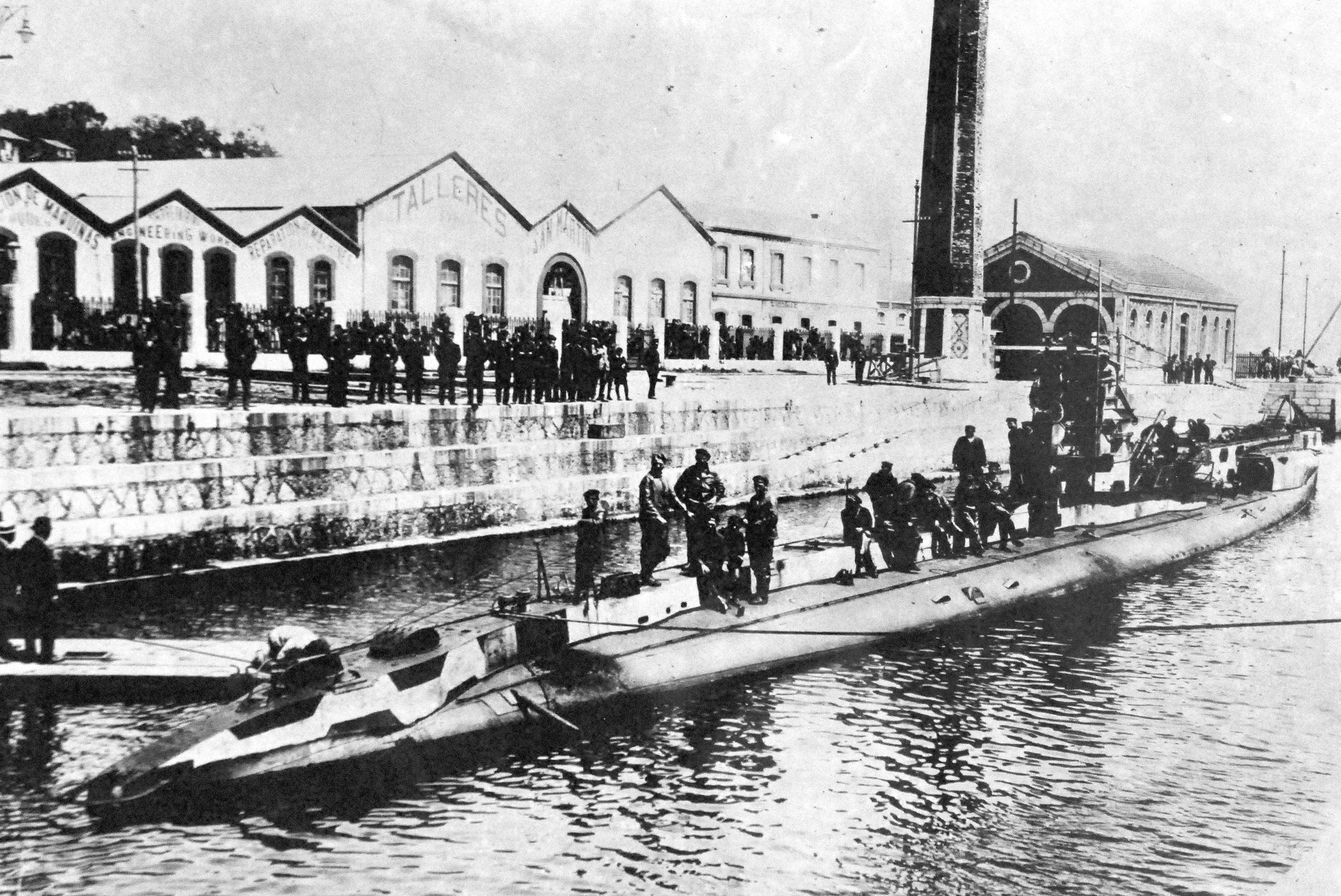
Submarino alemão SM UC-56 em Santander o 24 de maio de 1918. Depois de um combate com o iate armado USS Christabel, sofreu avarias mecânicas que lhe impediam se submergir, pelo que teve que fazer escala no porto da cidade, permanecendo ali durante o resto da guerra.

Não houve consequências negativas iniciais importantes, devido à ausência de grandes pressões políticas, que sofreram outros países que proclamaram neutralidade no início da guerra, como a Grécia ou a Itália. O maior problema consistiu no afundamento de navios mercantes espanhóis por parte dos submarinos alemães. Calcula-se que estes submarinos afundaram em toda a guerra entre 139.000 e 250.000 toneladas, ou 25% da frota mercante espanhola. O espanhol mais ilustre que morreu devido a estes ataques foi o compositor Enrique Granados.
A neutralidade teve importantes consequências econômicas e sociais, uma vez que houve um enorme impulso ao processo de "modernização" que começou timidamente em 1900, devido ao aumento considerável da produção industrial espanhola, que foi repentinamente aberta a novos mercados dos países beligerantes. No entanto, a inflação disparou à medida que os salários cresceram em um ritmo mais lento e houve uma escassez de necessidades básicas, como o pão. Isto causou motins nas cidades e conflitos trabalhistas crescentes, liderados pelos dois grandes sindicatos, CNT e UGT, que exigiam aumentos salariais que retardassem a queda dos salários reais devido à inflação.[20] Segundo os dados do Instituto das Reformas Sociais, em 1916, os preços dos produtos básicos aumentaram entre 13,8% no leite, 57,8% no bacalhau, passando para 24,3% no pão, 30 9% nos ovos e 33,5% na carne bovina.[21]
Assim, superando o impacto negativo inicial, a Primeira Guerra Mundial produziu uma genuína decolagem econômica na Espanha, graças à declaração de neutralidade. Os países beligerantes precisavam de comida, armas, uniformes, metal e carvão. Além disso, a concorrência estrangeira desapareceu. O crescimento foi notável, especialmente na indústria têxtil catalã, na mineração de carvão das Astúrias, na indústria siderúrgica basca e na agricultura de cereais. A indústria química e a construção naval também cresceram. A indústria de armas pequenas também experimentou um grande crescimento, embora não o das armas pesadas. Enormes quantidades de pistolas e rifles foram fabricadas, produzidas principalmente para os aliados, a tal ponto que a pistola espanhola modelo Pistola Campo Giro tornou-se um regulamento no exército francês. Grandes quantidades de rifles Mauser também foram vendidos para os aliados.
A espionagem (e contra-espionagem) por parte dos lados beligerantes tornou-se uma atividade importante em todo o país. Barcelona tornou-se um verdadeiro ninho de espiões e a própria Mata Hari chegou a espionar o embaixador alemão. As principais atividades realizadas tinham a ver com as embaixadas dos países rivais e as operações dos submarinos alemães. Os britânicos chegaram a descobrir os códigos das mensagens que as embaixadas espanholas enviavam à capital e assim descobrir as intenções do governo espanhol.
Como resultado de tudo isso, houve um claro superávit na balança comercial e um notável aumento nos lucros corporativos. Graças a isso, a dívida externa espanhola foi cancelada e acumulou-se ouro no Banco de Espanha, em Madri. Pela primeira vez em sua história moderna, a Espanha não estava em um déficit comercial com relação ao comércio exterior.
No entanto, a partir de 1917, um certo período de crise foi registrado, devido ao esgotamento da guerra: as exportações geraram escassez de alimentos no interior do país e os preços subiram acima dos salários. Foi justamente a falta de comida e o escândalo que ocorreu com a especulação de uma das causas da crise espanhola de 1917 e da greve geral que ocorreu. Além disso, a população teve que enfrentar a epidemia de gripe de 1918, mais conhecida como gripe espanhola. A doença recebeu esse nome porque a pandemia recebeu mais atenção da imprensa na Espanha do que no resto do mundo, já que a Espanha não estava envolvida na guerra e, portanto, não censurava informações sobre a epidemia. Na Espanha, havia cerca de 8 milhões de pessoas infectadas em maio de 1918 e cerca de 300.000 mortes (embora os dados oficiais tenham reduzido as vítimas a "apenas" 147.114).
Apesar da crise, em geral o impacto foi positivo, devido ao desenvolvimento do setor têxtil catalão, da indústria siderúrgica e da indústria química, que foram modernizadas. Outras indústrias e empresas foram estatizadas.
Uma das consequências menos conhecidas foi que, após o fim da guerra, a República de Weimar entregou à Espanha uma série de navios mercantes em compensação pelos navios afundados por seus submarinos. Um desses navios, inicialmente batizado como Espanha nº 6, seria o futuro Daedalus, o primeiro porta-aviões da Marinha espanhola, que interviria no desembarque de Alhucemas.

### Consequências políticas
De acordo com o historiador Manuel Suárez Cortina, "os efeitos sociais e políticos da guerra representaram um fator decisivo na crise definitiva do sistema parlamentar como funcionava desde 1875. Escassez de alimentos, deslocamento econômico, miséria social, precariedade e inflação estimularam o despertar político e a militância ideológica das massas. Sob essas condições, a modalidade clientelista e cacique da política espanhola quebrou. Após a guerra, não foi mais possível restaurar a antiga ordem."[2] A historiadora Ángeles Barrio, entretanto, afirma que a guerra "não foi a causa imediata do colapso do bipartidarismo, o sistema partidário já estava em decomposição quando o conflito eclodiu, e a conjuntura especial de neutralidade apenas acelerou seu declínio em meio a um ambiente progressivamente crítico contra o regime. Foi a sociedade que, no processo de mudança, passou a reivindicar o direito efetivo à representação, o fim definitivo da "velha política", o que significava que ameaçava desafiar o sistema".[23]